# Pieni-Räsy
Pieni-Räsy är en ö i Finland. Den ligger i sjön Viinijärvi och i kommunen Outokumpu i den ekonomiska regionen  Joensuu ekonomiska region  och landskapet  Norra Karelen, i den sydöstra delen av landet, 400 km nordost om huvudstaden Helsingfors. Öns area är 1,3 hektar och dess största längd är 180 meter i sydöst-nordvästlig riktning.